# Хрупкий разрыв
Хрупкий разрыв — вид разрушения, не сопровождающийся пластическими или вынужденными высокоэластическими деформациями в объеме образца и вблизи трещины. Небольшая трещинка в напряженном участке конструкции может распространиться и привести к катастрофическим последствиям.

## Примеры
- Подверженность стали «Титаника» хрупкому разрыву в холодных водах стала одной из причин[2] его столь быстрого затопления. По словам исследователя Уильяма Гарзке[3], при должном качестве стали корабль мог продержаться на плаву по крайней мере ещё пару часов. В целом с проблемой хрупкого разрыва в кораблестроении справились во время Второй мировой войны путём изменения пропорций содержания никеля и хрома в стали. Наличие никеля улучшило стойкость к хрупкому разрыву.